# Cryptopteryx columbianus
Cryptopteryx columbianus är en stekelart som beskrevs av William Harris Ashmead 1900. Cryptopteryx columbianus ingår i släktet Cryptopteryx och familjen brokparasitsteklar. Inga underarter finns listade i Catalogue of Life.